# Rue du Chasseur
La rue du Chasseur est une voie de la commune française de Colmar.

## Situation et accès
Cette voie de circulation, d'une longueur de 220 m, se trouve dans le quartier centre.
On y accède par les rues de la Cigogne, de la Grenouillère et la place Jeanne-d'Arc ainsi que la place du Sergent-Chef-Kouider-Guerroudj-et-de-tous-les-Harkis.
Jusqu'en 2007, la rue se prolongeait à l'arrière de la médiathèque, menant au commissariat de police central, déplacé au 1 rue de la Cavalerie.
Cette voie n'est pas desservie par les bus de la TRACE.

## Bâtiments remarquables et lieux de mémoire
Dans cette rue se trouvent des édifices remarquables[Lesquels ?].

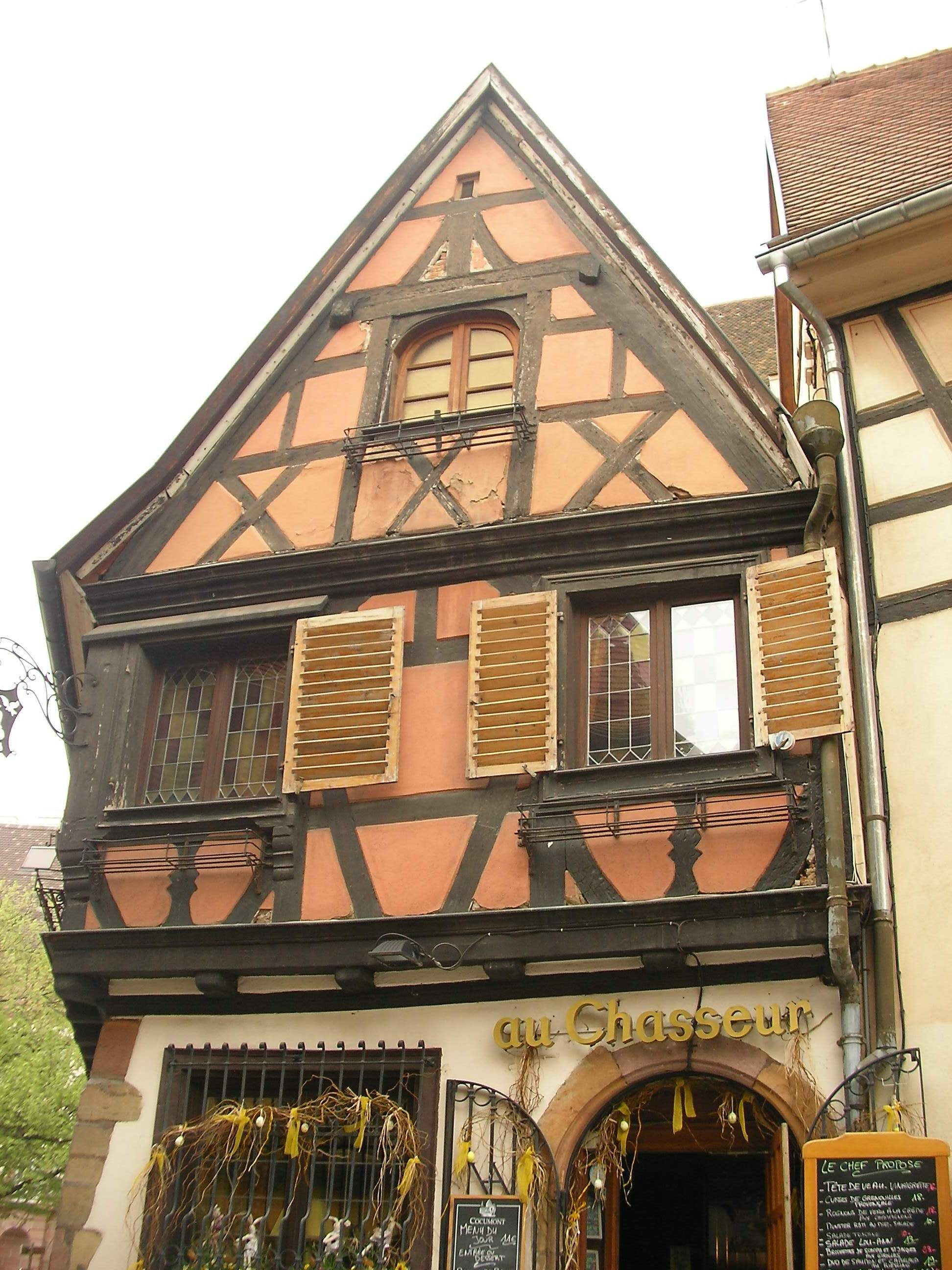
Maison zum Rade (à la roue) (1378) au no 4
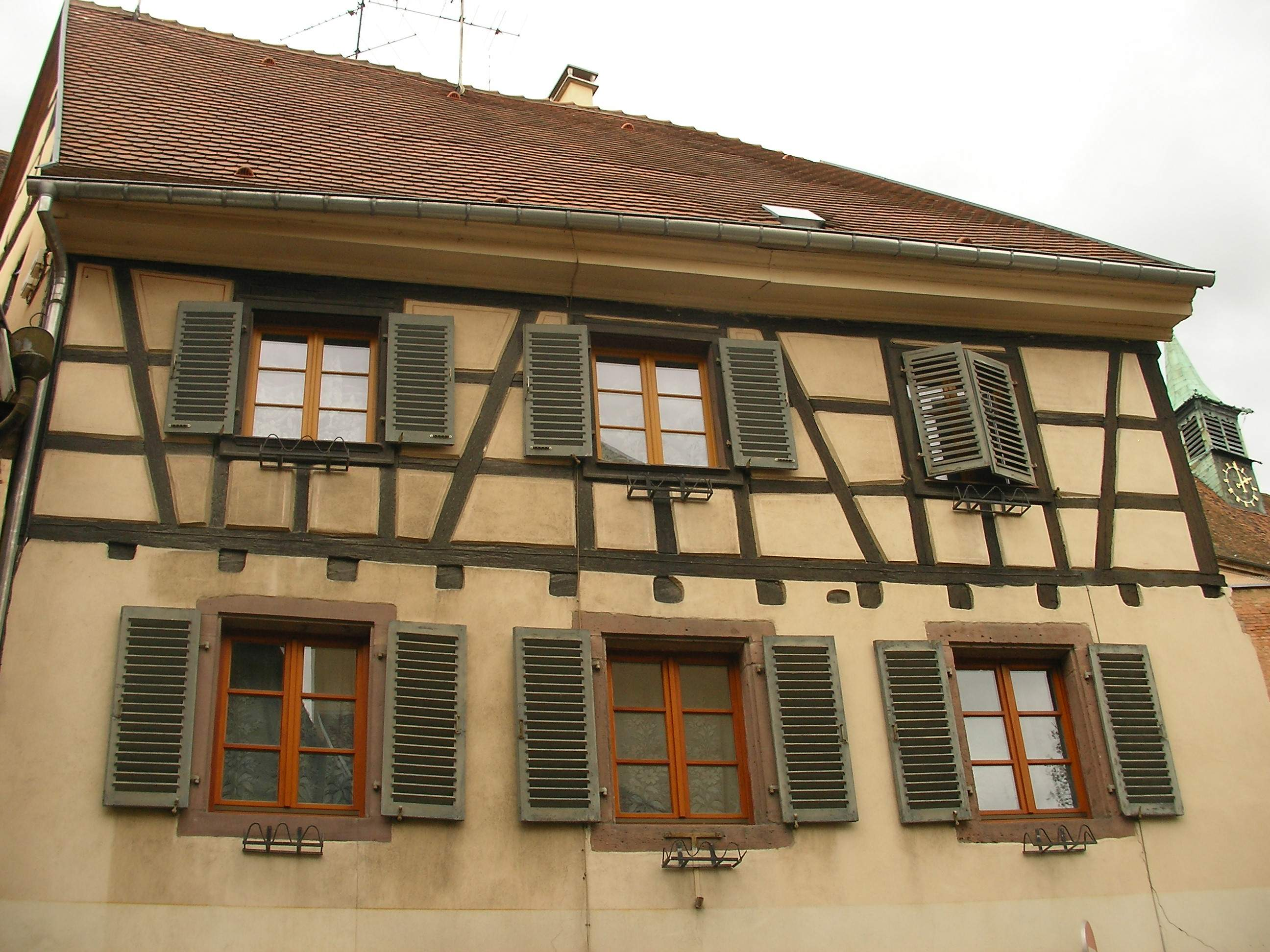
Maison am Viehmarkt (au marché au bétail) au no 2